# Puzzle mortal 3D
Saw 3D (Saw: The Final Chapter) este un film horror 3D din 2010 regizat de Kevin Greutert, scris de Patrick Melton și Marcus Dunstan. În rolurile principale: Tobin Bell, Costas Mandylor, Betsy Russell, Sean Patrick Flanery, și Cary Elwes. Este al șaptelea  film din seria Saw.

## Poveste
În timp ce lupta pentru moștenirea Jigsaw se încinge, un grup de supraviețuitori caută sprijinul lui Bobby Dagen, un guru, el însuși un supraviețuitor al încleștării, ale cărui secrete întunecate dezlănțuie un nou val de teroare.

## Distribuție
- Tobin Bell ca John „Jigsaw” Kramer
- Costas Mandylor ca Detectiv Mark Hoffman
- Betsy Russell ca  Jill Tuck
- Cary Elwes ca Dr. Lawrence Gordon
- Sean Patrick Flanery  ca Bobby Dagen
- Chad Donella  ca Detectiv Matt Gibson
- Gina Holden  ca Joyce Dagen
- Dean Armstrong  ca Cale
- Rebecca Marshall  ca Suzanne
- Naomi Snieckus  ca Nina
- James Van Patten  ca Dr. Heffner  Trevor
- Chester Bennington  ca Evan
- Gabby West  ca Kara
- Dru Viergever  ca Dan
- Benjamin Clost  ca Jake
- Sebastian Pigott  ca Brad
- Jon Cor  ca Ryan
- Anne Greene ca Dina
- Tanedra Howard  ca Simone
- Shauna MacDonald  ca  Tara Abbott
- Greg Bryk  ca Mallick Scott
- Janelle Hutchison  ca Addy
- Kevin Rushton  ca Trevor
- Noam Jenkins  ca Michael Marks

## Echipa
- Kevin Greutert
- Gregg Hoffman
- Mark Burg
- Oren Koules
- Patrick Melton
- Marcus Dunstan
- Brian Gedge
- Andrew Coutts
- Charlie Clouser
- Anthony A. Ianni
- Peter Grundy
- Alex Kavanagh

## Coloană sonoră
Piesele "Saw 3D" "inspirate din film" și din alte formații rock precum : Dir En Grey, Boom Boom Satellites, Saliva, Krokus, Hinder, Karnivool, My Darkest Days și Chester Bennington.